# ناو کنده
ناو کنده (به انگلیسی: French cruiser Condé) یک کشتی بود که طول آن ۱۳۹٫۸ متر (۴۵۸ فوت ۸ اینچ) بود. این کشتی  در سال ۱۹۰۲ ساخته شد.